# Louise Field
Louise Field (25 febbraio 1967) è un'ex tennista australiana.

## Carriera
In carriera ha vinto 2 titoli di doppio. Nei tornei del Grande Slam ha ottenuto il suo miglior risultato raggiungendo le semifinali di doppio misto all'Open di Francia nel 1990, in coppia con il connazionale Simon Youl.

## Statistiche

### Doppio

#### Vittorie (2)
| Numero | Anno | Torneo                  | Superficie  | Compagna           | Avversarie in finale           | Punteggio     |
| 1.     | 1990 | WTA Swiss Open, Ginevra | Terra rossa | Dinky Van Rensburg | Elise Burgin Betsy Nagelsen    | 5–7, 7–6, 7–5 |
| 2.     | 1990 | WTA Bayonne, Bayonne    | Sintetico   | Catherine Tanvier  | Jo-Anne Faull Rachel McQuillan | 7–6, 6–7, 7–6 |